# Acanthispa notaticeps
Acanthispa notaticeps es un coleóptero de la familia Chrysomelidae. Fue descrita 1927 por Maurice Pic como Acanthodes notaticeps.